# Sascha Weingarten
Sascha Weingarten (* 1991 in Linz am Rhein) ist ein deutscher Schauspieler.

## Leben
Sascha Weingarten wuchs in Roßbach/Wied auf. Seine Schauspielausbildung absolvierte er von 2014 bis 2017 an der Schule für Schauspiel Hamburg.
Weingarten steht seit 2014 regelmäßig vor der Kamera. Er spielte in mehreren Kurzfilmen, unter anderem unter der Regie von Charlotte Rolfes, Nils Hennig und Maria Neheimer (Hamburg Media School), mit. Außerdem wirkte er in Musikvideos von Sido, der Indie-Band Madsen und Mark Forster als Darsteller mit. In dem Kinofilm Orpheus’ Song (2019) über die intensive Freundschaft zwischen zwei jungen Männern verkörperte Weingarten die Hauptrolle des schwulen Philip. Der Film wurde 2019 u. a. auf dem 37. Reeling-Filmfestival in Chicago und auf dem Kansas City LGBT Film Festival gezeigt. In Randa Chahouds Kinospielfilm The Accidental Rebel (2019) spielte Weingarten eine Nebenrolle.
Seit 2017 arbeitet Weingarten auch für das Fernsehen. Im Juli 2019 drehte er für den Kieler Tatort unter der Regie von Hüseyin Tabak. In der 2. Staffel der ZDF-Krimiserie SOKO Potsdam (2019) übernahm er eine Episodenrolle als gewalttätiger und tatverdächtiger Drogendealer Mirko Meinhard. In der 14. Staffel der ZDF-Serie Notruf Hafenkante (2019) hatte Weingarten eine Episodenhauptrolle als wegen Einbruchs vorbestrafter Hauptverdächtiger und alter Jugendfreund des zur Hauptbesetzung gehörenden Polizeimeisters Kris Freiberg (Marc Barthel). In dem TV-Film Danowski – Blutapfel, der im Dezember 2019 im ZDF in der Sendereihe „Der Fernsehfilm der Woche“ erstausgestrahlt wurde, verkörperte Weingarten als Sebastian „Trickster“ Iwoleit einen Vertreter der Hamburger Urban-Exploring-Szene. Im Kieler Tatort: Borowski und der Fluch der weißen Möwe (Erstausstrahlung: Mai 2020) spielte er den Barkeeper Enrique Krüger, der als Jugendlicher mit zwei Kumpels ein damals 15-jähriges Mädchen gemeinschaftlich vergewaltigt hat. In der 17. Staffel der ZDF-Serie SOKO Wismar (2021) hatte Weingarten eine der Episodenrollen als tatverdächtiger „Juicer“ und Kleinkrimineller Sascha Wellnitz.
Sascha Weingarten, der viele Jahre auch als Model arbeitete, lebt in Hamburg. Privat ist er als Fußballspieler beim Uhlenhorster SC Paloma III in der Kreisliga Hamburg aktiv.

## Filmografie (Auswahl)
- 2014: Beeke (Kurzfilm)
- 2014: Sido: Liebe (Musikvideo)
- 2015: Cold Comfort (Kurzfilm)
- 2015: Madsen: Küss mich! (Musikvideo)
- 2015: Mark Forster: Wir sind groß (Musikvideo)
- 2017: Rote Rosen (Fernsehserie, Seriennebenrolle)
- 2018: Quick'n'Clean (Kurzfilm)
- 2018: Goliath96 (Kinofilm)
- 2019: Orpheus’ Song (Kinofilm)
- 2019: The Accidental Rebel (Kinofilm)
- 2019: SOKO Potsdam: Der Container (Fernsehserie, eine Folge)
- 2019: Notruf Hafenkante: Blutsbrüder (Fernsehserie, eine Folge)
- 2019: Morden im Norden: Wer Hass sät (Fernsehserie, eine Folge)
- 2019: Danowski – Blutapfel (Fernsehfilm)
- 2020: Wahrheit oder Lüge (Fernsehfilm)
- 2020: Zeit der Monster (Kinofilm)
- 2020: Großstadtrevier: Hochdosiert (Fernsehserie, eine Folge)
- 2020: Tatort: Borowski und der Fluch der weißen Möwe (Fernsehreihe)
- 2020: Unter anderen Umständen: Lügen und Geheimnisse (Fernsehreihe)
- 2021: SOKO Hamburg: Nachts auf dem Friedhof (Fernsehserie, eine Folge)
- 2021: SOKO Wismar: Der schöne Schein (Fernsehserie, eine Folge)
- 2021: Helen Dorn – Wer Gewalt sät (Fernsehreihe)
- 2022: Der Beschützer (Fernsehfilm)
- 2022: Die Kanzlei – Reif für die Insel (Fernsehfilm)
- 2022: Trügerische Sicherheit (Fernsehfilm)
- 2022: Nord Nord Mord – Sievers sieht Gespenster (Fernsehreihe)
- 2023: SOKO Stuttgart: Bikefoodys (Fernsehserie)
- 2023: Alles was zählt (Fernsehserie)
- 2023: Wir werden unsterblich sein